# Bobovo pri Šmarju
Bobovo pri Šmarju je naselje v Občini Šmarje pri Jelšah.